# بيكتيمير ميليكوزييف
بيكتيمير ميليكوزييف (مواليد 8 أبريل 1996) هو ملاكم أوزباكستاني، مثّل بلاده في الألعاب الأولمبية الصيفية 2016 وحقق الميدالية الفضية في فئة الوزن المتوسط.

## روابط خارجية
بيكتيمير ميليكوزييف على موقع بوكس ريك (الإنجليزية) (registration required)
- بيكتيمير ميليكوزييف على موقع اللجنة الأولمبية الدولية (الإنجليزية)
- بيكتيمير ميليكوزييف على موقع أوليمبيديا (الإنجليزية)